# EORI番号
EORI番号（Economic Operators Registration and Identification Number、事業者登録識別番号）は、EUに出入りする商品の輸入または輸出を行う企業のEU内での登録および識別番号である。「イオリ番号」または「イーオーアールアイ」番号と呼ばれる。
EUで設立された企業または個人（経済運営者）は、EUでの税関活動を開始する前に、各国の税関当局からEORI番号を取得する必要がある。EU以外で設立された経済運営者は、税関申告、入国、または退場の概要宣言を提出する場合、EORI番号を割り当てる必要がある。
特に認可された経済事業者にはEORI番号取得が義務付けられている。EORI番号はオンラインでその妥当性を検証できる。このため、取引先企業のEORI番号を確認することで当該EORI番号が現存するかどうか、またどの国で取得したかを確認できる。
EORI制度は、欧州議会および理事会の規則（EC）No 648/2005で改正された規則（EEC）No 2913/92で導入されたセキュリティ対策を実施するために確立された。欧州委員会は、トレーダー自身の義務的な識別コードが規則2286/20032によって導入されて以来、トレーダー自身が各個人に固有であり、欧州連合全体で有効な共通の番号付けシステムを求めている。欧州委員会のEORI2プロジェクトは、トレーダーが欧州連合または第三国のどちらに設立されているかに関する、関税法委任法（Union Customes Code Delegated Act)にて要求される追加要素で既存のシステムを更新することを目的としている。
EORI番号は自社またはEORI番号取得代行業者により取得できる。但し、複雑なノウハウと煩雑な業務が必要であるため、実質上、国内では数社程が提供するのみのサービスとなっている。 
なお、ブレグジットの影響により、英国への輸出入には英国でのEORI番号が必要となることが決定している。 